# Шильдеталь
Шильдеталь (нім. Schildetal) — громада в Німеччині, розташована в землі Мекленбург-Передня Померанія. Входить до складу району Північно-Західний Мекленбург. Складова частина об'єднання громад Лютцов-Любсторф.
Площа — 19,39 км2. Населення становить 768 ос. (станом на 31 грудня 2020).